# Rzeźba organiczna
Rzeźba organiczna – są to dzieła będące przetworzeniem form zbudowanych w rzeczywistości z żywej tkanki, stanowiły ich odwzorowanie, jednak przypominając je w bardzo małym stopniu.
Charakterystycznymi cechami tej formy są: synteza formy, gładkość powierzchni i obłość.
Dzieła miały przekazywać znaczące idee i były podporządkowane jedynie prawom sztuki.
Wśród przedstawicieli tego kierunku byli Constantin Brâncuși i Henry Moore.